# Фіцич Степан Миколайович
Степа́н Микола́йович Фі́цич (нар. 1 червня 1951 — 8 червня 2014) — український оперний співак (тенор); соліст Національної опери України. Народний артист України (19.10.1993).

## Життєпис
Народився ст. с. Нижній Березів на Станіславівщині.
Освіту здобув у Львівському музичному училищі та консерваторії, де навчався у Павла Кармалюка.
В студентські роки почав працювати у Львівському оперному театрі, після перемоги на республіканському конкурсі «Молоді голоси» був запрошений до Київської опери, де дебютував 1978 року партією Андрія в опері «Запорожець за Дунаєм». 1984 року здобув 3-є місце на VIII міжнародному конкурсі молодих оперних співаків у Софії.
Гастролював у США, Канаді, Англії, Польщі та інших країнах.

Могила Степана Фіцича

Помер 8 червня 2014 року. Похований в Києві на Байковому кладовищі (ділянка № 52а).

## Родина
Дружина — Мензатюк Зірка Захаріївна, письменниця
Донька — Наталка Фіцич, тележурналістка.
Зять — Ар'єв Володимир Ігорович, фізик, журналіст, політик.
Онучка — Ярина, студентка київського вишу.

## Відео та аудіо
Дж. Верді - "Застільна" з опери "Травіата". Солісти - Степан Фіцич, Наталія Кречко, Оксана Дондик. Запис з концерту 15 травня 2013ⓘ
- Степан Фіцич у програмі «Антракт» [Архівовано 27 березня 2016 у Wayback Machine.]
- «Мав я раз дівчиноньку» у супроводі оркестру народних інструментів КНУКіМ